# Емельянов, Михаил Васильевич
Михаи́л Васи́льевич Емелья́нов (род. 1962, Ростов-на-Дону)— депутат Государственной думы Российской Федерации II—VII созывов, в Государственной Думе с 1995 года по 2021 год. В прошлом первый заместитель руководителя фракции партии Справедливая Россия. Ранее член партий «Единая Россия», «Яблоко», Социал-демократическая партия России. Заслуженный юрист Российской Федерации (2005).

## Карьера
Избирательные кампании и партийная деятельность
В 1989 г. был избран сопредседателем областного отделения Социал-демократической партии России. Вышел из СДПР и в 1994 г. стал председателем регионального отделения «Яблоко». В 1995 г. победил на выборах депутатов Государственной думы РФ второго созыва в одномандатном округе.
В декабре 2003 победил на выборах депутатов Государственной Думы. Баллотировался по избирательному округу 146 (Ростовская область). В 2004 стал членом фракции «Единая Россия» а затем вышел из партии «Яблоко».
В декабре 2007 г. в четвёртый раз победил на выборах депутатов Госдумы, уже по спискам партии «Справедливая Россия». В 2008 году избран председателем совета регионального отделения «Справедливой России» в Ростовской области.
7 августа 2015 года был зарегистрирован кандидатом в губернаторы Ростовской области. На выборах занял третье место с 5,3% голосами избирателей.
На выборах в Государственную думу Федерального Собрания РФ VII созыва в сентябре 2016 года победил по 150 Нижнедонскому одномандатному избирательному округу в Ростовской области. В Госдуме VII созыва занимает посты первого замруководителя фракции «Справедливая Россия» и первого заместителя председателя комитета Госдумы по государственному строительству и законодательству.

## Дело «Техинвеста»
В 2012 году полиция помешала рейдерскому захвату здания, объекту культурного наследия, в центре Москвы. Арестованный по этому делу гендиректор ООО «Техинвест» Сергей Васильев незадолго до этого с целью уйти от ответственности начал рассылать жалобы на действия полиции, отправив одно из таких писем депутату Михаилу Емельянову. Емельянов отправил запрос в Генпрокуратуру с просьбой дать оценку действиям сотрудников полиции, вмешавшимся в спор двух хозяйствующих субъектов. Позже Васильев отрицал, что письмо, которое ввело Емельянова в заблуждение, подписано им. Однако и прокурорская проверка нарушений не выявила.

## Законотворческая деятельность, показатели
В рамках работы в Государственной думе выступил соавтором 580 законодательных инициатив, в VII созыве более 300 законодательных инициатив. По вопросам, вынесенным для открытого голосования в рамках VII созыва проголосовал «За» в 50,7% вопросов, не голосовал в 45,4% вопросов. Отсутствовал на 16,2% заседаний. Емельянов голосовал за принятие закона, получившего в СМИ название «Закон против ФБК», — закон, запрещающий избираться в любые органы власти в России лицам, причастным к деятельности экстремистских или террористических организаций.

### Контрсанкционные меры
13 апреля 2018 года предложил в качестве антисанкционной меры пересмотреть перечень законов по защите интеллектуальной собственности:
Мы бьём под дых американцам, поскольку все успехи и, прежде всего, доминирование англо-саксонского, западного мира обеспечивается именно правом интеллектуальной собственности, и мы наносим удар по этому праву.
В 2020 году поддержал инициативу введения уголовной ответственности для россиян за обучение в ряде иностранных организаций и участие в мероприятиях иностранных организаций в качестве ответной меры за вмешательство во внутренние дела России.

## Опубликованные труды
В мае 2017 года выпустил брошюру «Совместить несовместимое», посвящённую реформированию российской политической системы. В частности Емельянов предлагает «подумать о консенсусном выдвижении президента всеми партиями» что фактически говорит об отмене прямых выборов президента в пользу формата назначения президента. 
В 2019 году в издательстве «Весь Мир» вышла книга Михаила Емельянова «Тектоника власти». В ней автор на теоретическом и практическом уровнях разбирает изменение структуры власти в стране. Приходит к выводу, что обеспечение единства власти в государстве предполагает наличие единого «центра верховной власти» (ЦВВ), координирующего работу различных ветвей власти. автор выделяет стратегический (верховный) и оперативный (управительный) уровни власти в государстве. При этом президенты, парламенты и правительства осуществляют функции оперативного управления, тогда как «центр верховной власти» решает стратегические задачи развития общества. На исторических примерах автор доказывает, что этот «центр верховной власти» может находиться и вне структур государственной власти и действовать вне правового поля. Он может быть тайным и анонимным и даже вынесенным за пределы государства, которое в таком случае управляется извне. В практической части труда представлены достаточно аргументированные предложения по реорганизации верховной власти в России. 

## Доходы и собственность
За 2020 год задекларировал доход на сумму 5,6 млн руб. Супруга (работает нотариусом в Москве) — 20,4 млн.  
За 2019 год задекларирован доход 5,3 млн руб, супруга — 17,5 млн руб. 
За 2018 год задекларирован доход 4,9 млн руб, супруга — 25,7 млн руб. 
За 2017 год задекларирован доход 4,6 млн руб, супруга — 16,2 млн руб. 
За 2016 год задекларирован доход 4,7 млн руб, супруга — 23,3 млн руб. 

## Личная жизнь
Женат. Отец двоих детей.  

## Награды и звания
- Медаль «В память 850-летия Москвы».
- Медаль «100 лет со дня учреждения Государственной Думы в России».
- Медаль Столыпина П.А. (19 декабря 2019)[15]
- Заслуженный юрист Российской Федерации (6 октября 2005 года) — за активное участие в законотворческой деятельности и многолетнюю плодотворную работу[16].
- Почётная грамота Президента Российской Федерации (12 июня 2013 года) — за большой вклад в развитие российского парламентаризма и активную законотворческую деятельность[17].
- Благодарность Президента Российской Федерации (20 сентября 2016 года) — за заслуги в законотворческой деятельности и многолетнюю плодотворную работу[18].
- Благодарность Президента Российской Федерации (21 октября 2009 года) — за плодотворную законотворческую и общественную деятельность[19].
- Благодарность Президента Российской Федерации (18 октября 2007 года) — за активное участие в законотворческой деятельности[20].
- Благодарность Правительства Российской Федерации (22 июня 2016 года) — за заслуги в законотворческой деятельности и многолетний добросовестный труд[21].

### Образование, учёные степени и звания
- РГУ имени М. А. Суслова.[1][2]
- Дипломатическая академия МИД России (2008).[2]
- Кандидат юридических наук (1988)[22].

## Международные санкции
В соответствии с Указом Президента Украины от 14.05.2018 №126/2018 на Емельянова Михаила Васильевича наложены экономические санкции, включая запрет на въезд на территорию Украины и блокирование активов.